# Kasuga-zukuri
Kasuga-zukuri (春日造?) es un estilo arquitectónico de un santuario sintoísta tradicional que toma su nombre del honden de Kasuga Taisha en Nara, que data del 768. Se caracteriza por el uso de un edificio de solo 1x1 ken de tamaño con la entrada en el extremo a dos aguas (gablete) cubierta por una galería. En el caso del Kasuga Taisha, el honden mide 1.9 m x 2.6 m.

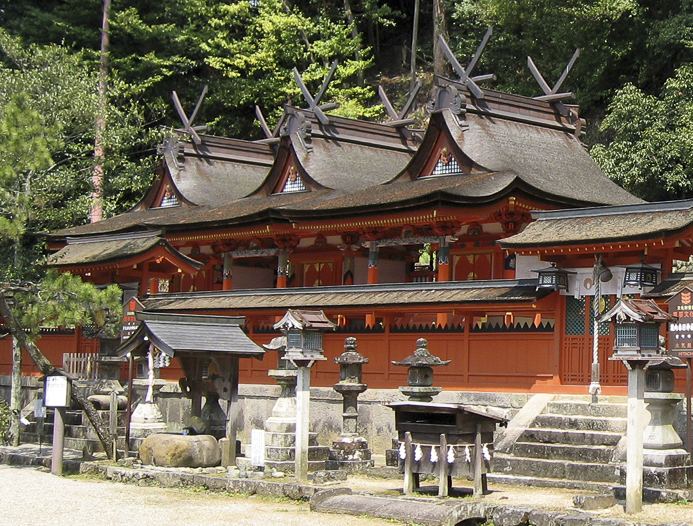
El honden de Uda Mikumari-jinja Kami-gū consta de 3 edificios unidos de estilo kasuga-zukuri.

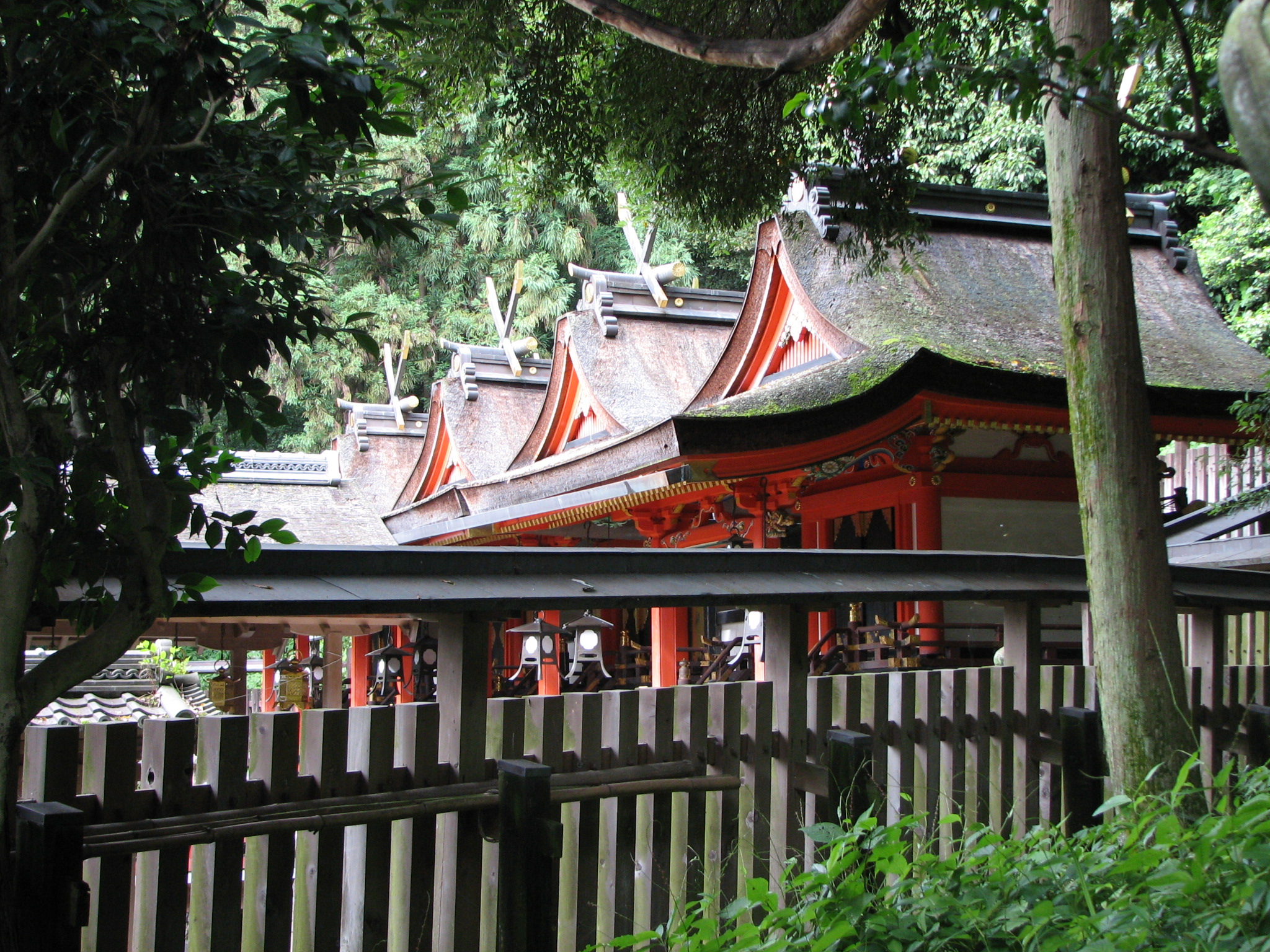
Honden del santuario Hiraoka.

Las estructuras de soporte están pintadas de bermellón, mientras que las paredes de tablones son blancas. Tiene una estructura tsumairi (también llamada tsumairi-zukuri) (妻入・妻入造?), es decir, el edificio tiene su entrada principal en el lado de dos aguas.
El techo es a dos aguas (kirizuma yane (切妻屋根 techo a dos aguas?), decorado con postes puramente ornamentales llamados chigi (vertical) o katsuogi (horizontal), y cubierto con corteza de ciprés.
Después del estilo nagare-zukuri, este es el estilo más común de santuario sintoísta. Mientras que el primero puede verse en todo Japón, sin embargo, los santuarios con honden de kasuga-zukuri se encuentran principalmente en la región de Kansai, alrededor de Nara. Si se agrega una viga diagonal (un sumigi (隅木?) para apoyar el pórtico, el estilo es llamado sumigi-iri kasugazukuri (隅木入春日造?).

## Kasuga-zukuriynagare-zukuri

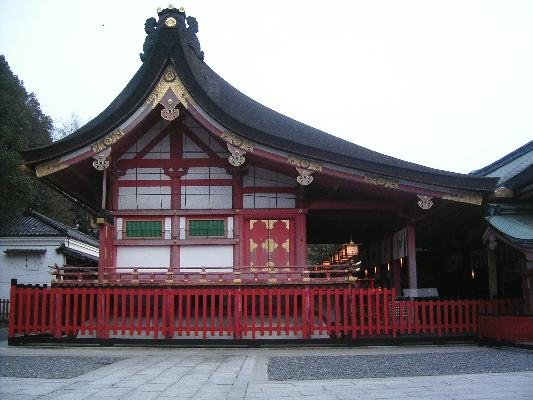
Honden de Fushimi Inari-taisha.

Aunque superficialmente son diferentes, el kasuga-zukuri comparte en realidad un origen común con el estilo más popular en Japón, el nagare-zukuri, y están considerados un desarrollo del período Nara.Fujita Masaya, Koga Shūsaku, ed. (10 de abril de 1990). Nihon Kenchiku-shi (en japonés) (30 de septiembre de 2008 edición). Shōwa-dō. p. 28. ISBN 4-8122-9805-9.
Los dos estilos, comparten pilares colocados sobre una base de doble cruz y un techo que se extiende sobre la entrada principal, cubriendo una galería, siendo el kasuga-zukuri el único estilo tsumairi que posee esta característica. La configuración de la base no es típica de santuarios permanentes, sino de santuarios temporales, construidos para ser trasladados periódicamente. Esto demuestra que, por ejemplo, los santuarios del estilo nagare-zukuri de Kamo-jinja y Kasuga-taisha estaban dedicados a un culto de montañas y que tenían que ser desplazados para seguir los movimientos de los kami.
Ambos estilos también tienen un porche común frente a la entrada principal, un detalle que hace probable que ambos hayan evolucionado desde un simple techo a dos aguas.